# Шапсугская
Это статья о станице в Абинском районе, название станица Шабсугская носило также современное село Молдавановка Туапсинского района
Шапсугская — станица в Абинском районе Краснодарского края России. Входит в состав Абинского городского поселения.

## География
Расположен в южной части Приазово-Кубанской равнины.
Расстояние до Абинска — 18 километров, расстояние до Краснодара — около 100 километров.

### Гидрография
Через станицу протекают река Абин и её притоки Адегой и Шапарка. Через реки перекинуты два автомобильных моста: большой мост через Адегой и малый мост через Шапарку. Старый пешеходный мост через Адегой был смыт в результате наводнения летом 2012 года.
Река Абин у станицы имеет спокойное течение, она достаточна глубокая и слабо подвержена сезонным изменением уровня воды. Адегой — типичная горная река, весной уровень воды у станицы поднимается на метр, притом бурные воды оставляют много мусора на опорах мостов. Шапарка — небольшая речка, летом пересыхает.

### Улицы
- пер. Десантников,
- пер. Зелёный,
- пер. Кубанский,
- пер. Промышленный,
- ул. Десантников,
- ул. Зелёная,
- ул. Комсомольская,
- ул. Космонавтов,
- ул. Красная,
- ул. Красноармейская,
- ул. Красных Партизан,
- ул. Красных Таманцев,
- ул. Кубанская,
- ул. Кузнечная,
- ул. Кутаисская,
- ул. Лесная,
- ул. Луговая,
- ул. Мира,
- ул. Подгорная,
- ул. Пролетарская,
- ул. Промышленная,
- ул. Речная,
- ул. Северная,
- ул. Горная
- ул. Советская[4].

## Население
| 2002 | 2010 |
| ---- | ---- |
| 397  | ↗459 |

### Транспорт
Асфальт имеется лишь на центральной улице, от дороги на Абинск до автобусной остановки недалеко от здания школы.
Четыре раза в день ходит автобус до Абинска и обратно. Имеется автобусная остановка недалеко от въезда в станицу.
Из станицы уходят три основные дороги: на Абинск по долине реки Абин вниз по течению, на Эриванскую по долине реки Абин вверх по течению, на Новороссийск через Афонку вверх по течению реки Адегой, пересекая Маркотхский хребет. Недалеко от Шапсугской, от дороги на Новороссийск отходит дорога на Геленджик вверх по реке Скобидо — притоку Адегой.

### Инфраструктура
Почти все необходимые объекты находятся возле автобусной остановки в старой части станицы. Слева от остановки располагается школа с прилегающим школьным двором. За остановкой — сквер, где расположен памятник 50-летию станицы, за сквером — сельский клуб, справа от сквера — лесопилка, вышка Мегафон. Справа от остановки в двухэтажном здании — медицинский пункт, имеется служебный автомобиль УАЗ 452. Магазин в Шапсугской один — возле моста через Адегой, выкрашен в зелёный цвет. Также в станице есть киоски, где можно купить товары первой необходимости. Недалеко от магазина находится баня, где также можно договориться о поездке по горам на джипах. В станице организуются конные прогулки.

### Расположение
В районе станицы Шапсугской расположено много дольменов. Самый известный из них — Большой Шапсугский дольмен, расположенный на склоне одной из окрестных гор. Неподалёку от него находится незаконченный монолитный дольмен, который в туристический статьях называют «мастерская строителей дольменов». У подножья этой горы расположены скала Чёртов палец, частично разрушенная после Великой Отечественной войны, и грязевой вулкан. У дороги на станицу Эриванскую есть серебряный источник, освящённый церковью. В долине реки Адегой недалеко от станице располагаются остатки некогда величественного дольмена, разрушенного во времена СССР. Также есть мандала «Вечность» — магический узор, выложенный из камней. В окрестностях Шапсугской располагается гора Свинцовая, на вершине которой есть остатки оборонительных сооружений (заросший ров и вал) и триангуляционный пункт, а на склоне — Большой Адегойский водопад. Через станицу проходят популярные туристические маршруты.

### Дольмены
Рядом со станицей находятся примерно 60 дольменов, самыми примечательными из которых являются:

#### Незаконченный дольмен
Дольмен находится на небольшой полянке в лесу, примерно в 150 м от Большлго шапсугского дольмена к юго-западу на небольшом поросшем лесом отрожке горы Кредяной, хребта Коцехур, в 4 км к югу от ст. Шапсугская, в 20 м к западу от грунтовой дороги, идущей по хребту. Представляет собой скальный останец песчаника размером 20×10 м.
Предположительно, из него трижды пытались вырубить дольмен-монолит, однако процесс не был завершён. Имеются остатки двух незавершённых круглых входных отверстий для дольмена и вырубленный дольменный портал (также не завершён).

#### Большой шапсугский дольмен
Мегалит представляет собой корытообразное сооружение, высеченное из камня-монолита (песчаник) с порталом и отверстием в нём (пробка не сохранилась). Покровная плита (крышка) высечена из отдельного камня. В настоящее время, дольмен сохранился полностью, если не считать отдельные трещины.

## История
Николаевское укрепление на месте современной станицы было основано в 1834 году генералом Алексеем Александровичем Вельяминовым. Проездом здесь были Лермонтов и Бестужев-Марлинский.
Станица Шапсугская была основана в 1863 году казаками-черноморцами.
В 1913 году был установлен памятник 50-летию станицы, который расположен во дворе школы.

## Образование
- ООШ № 7 ст. Шапсугской